# 스텔라 달라스 (1937년 영화)
스텔라 달라스(Stella Dallas)는 미국에서 제작된 킹 비더 감독의 1937년 드라마 영화이다. 바바라 스탠윅 등이 주연으로 출연하였고 사무엘 골드윈 등이 제작에 참여하였다.

## 출연

### 주연
- 바바라 스탠윅
- 존 볼즈

### 조연
- 앤 셜리
- 바바라 오닐
- 앨런 헤일
- 마조리 메인
- 조지 월콧
- 앤 슈메이커
- 팀 홀트
- 넬라 워커
- 브루스 세터리
- 지미 버틀러
- 잭 에거
- 딕키 존스

## 제작진
- 원작자: 올리브 히긴스 프로티
- 미술: 리처드 데이
- 의상: 오마르 키암
- Ass-PD: 메릿 헐버드